# George Sand
Amandine Aurore Lucile Dupin, més tard baronessa Dudevant i més coneguda pel seu pseudònim masculí George Sand (París, 1 de juliol del 1804 - 8 de juny del 1876), va ser una escriptora francesa.
Precursora del feminisme, va escriure novel·les, contes, peces teatrals, una autobiografia, crítica literària, textos polítics, etc. No sols es va dedicar a la literatura, sinó també a la pintura. També va ser una dona compromesa amb la política, i va participar, en l'ombra, en el govern provisional del 1848.

## Biografia
Va nàixer a París l'any 1804, però va passar la major part de la seua vida a Nohant al departament d'Indre. Òrfena de pare als quatre anys, Aurore Dupin va gaudir d'una infantesa bastant lliure a casa de la seua àvia paterna.
Aquesta estada al camp la va marcar, de manera que va emprar el tema de la vida en el camp en moltes de les seues obres (com en La Mare au Diable). L'any 1822, es va casar amb el baró Casimir Dudevant, amb el qual va tenir dos fills: Maurice (nascut l'any 1823) i Solange (nascuda l'any 1828). Molt prompte, va deixar el seu marit i aleshores va conèixer una agitada vida amorosa.
L'any 1831, aparegué la seua primera novel·la, Rose et Blanche, que havia escrit en col·laboració amb el novel·lista Jules Sandeau, el seu amant, en qui s'inspirà per al seu pseudònim Sand.
Cada vegada dissimulava menys el seu gust pels vestits masculins, tot i que continuava vestint-se de dona per a les ocasions. Aquesta «disfressa» li permetia circular amb llibertat per tot París (fumant pipa), i li facilitava l'accés a llocs on una dama del seu rang hi podia veure refusat l'intent.
Es tractava d'una pràctica excepcional per al segle xix, en què els codis socials, principalment entre les classes benestants, tenien una extraordinària importància. Consegüentment, Sand perdia una bona part dels seus privilegis de baronessa. Paradoxalment, el costum de l'època permetia sense problema a les dones de les classes benestants viure separades dels seus esposos, llevat que cometeren obertament una «irregularitat» flagrant.
En les seues primeres novel·les, autobiografies transposades, assimila la recerca de la felicitat personal a una regeneració social. Així, Indiana (obra en què per primera vegada utilitza el pseudònim de George Sand, 1832) i Lélia (1833) són dues obres novel·lesques i líriques, en les quals l'amor s'oposa als convencionalismes mundans i als prejudicis socials, com s'hi va enfrontar George Sand arran de les passions amoroses successives amb Alfred de Musset i Frédéric Chopin.

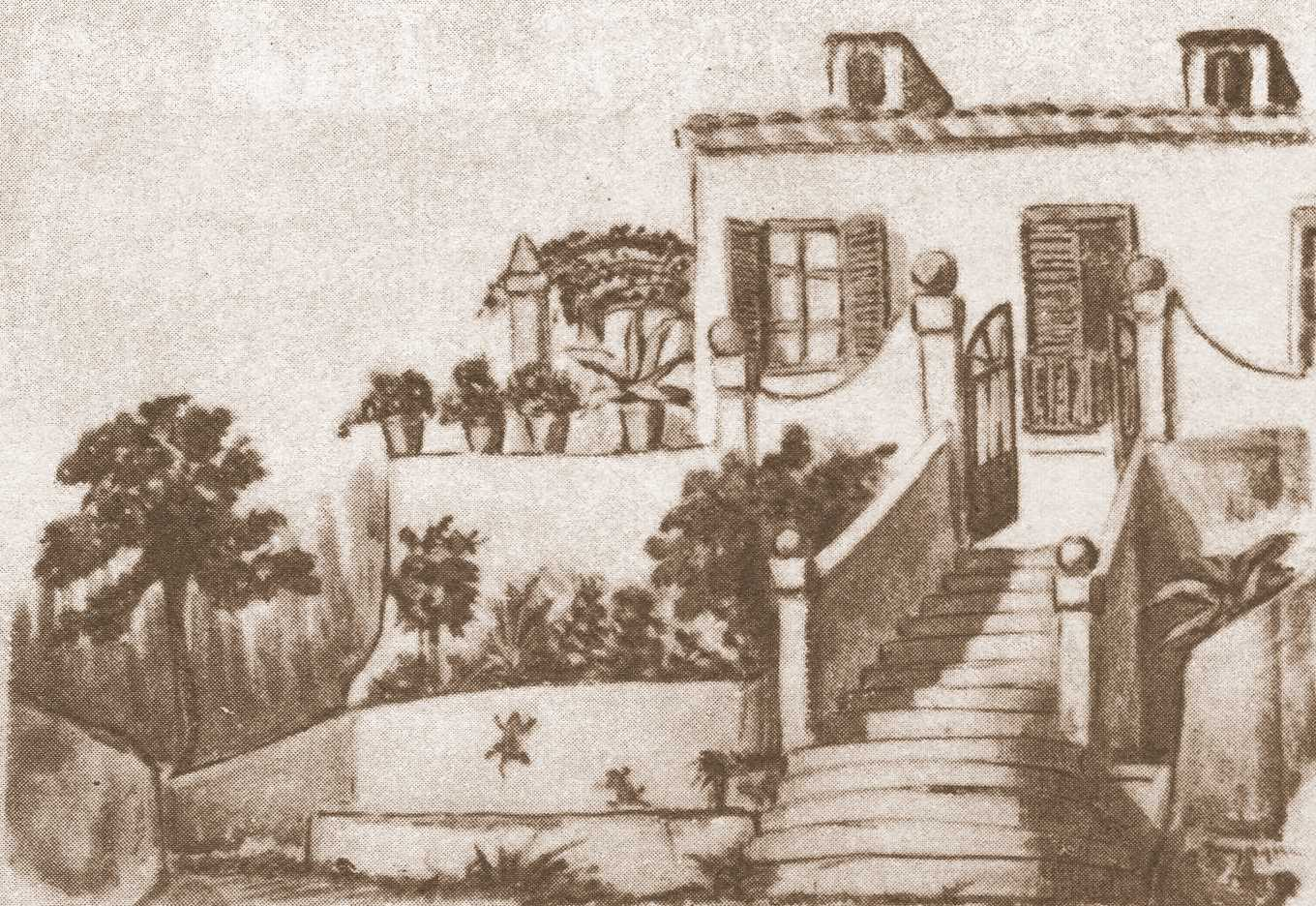
Dibuix de Maurice Sand. Casa de Son Vent a
Establiments, on van allotjar-se George Sand amb Chopin

Els anys 1833, 1834 i 1835, va tenir un afer sentimental turmentat amb Alfred de Musset, del qual va extraure Elle et Lui. El va deixar pel doctor Pagello. Més tard, va conèixer Franz Liszt, i sobretot Frédéric Chopin, amb qui va viure gairebé deu anys (del 1838 al 1847). A Mallorca, s'hi pot visitar actualment la cartoixa de Valldemossa, on van passar plegats l'hivern del 1838-39, amb els fills d'ella.
L'any 1841, va fundar junt amb Pierre Leroux la Revue Indépendante.
George Sand va mantenir lligams amb demòcrates com ara Arago, Barbès o fins i tot Bakunin, i va celebrar l'any 1848 la caiguda del rei Luís Felip i la fi de la Monarquia de Juliol, fent palès el seu compromís polític social i comunista. Després dels successos de juny, es va retirar l'any 1851 a Nohant, obligada a escriure per al teatre, a causa de dificultats econòmiques. Però no s'hi va recloure, viatjà bastant per França; principalment, a casa del seu gran amic Charles Robin Duvernet, al castell de Petit Coudray; i fins i tot a l'estranger.
Va continuar portant una vida agitada i gens convencional. Va tenir altres afers amorosos, va lluitar pels drets de les dones i per les seues idees polítiques, va mantenir amistat amb Flaubert i Théophile Gautier i va freqüentar els germans Jules i Edmond de Goncourt.
No va deixar d'escriure fins a la seua mort, l'any 1876, a l'edat de 72 anys, a Nohant. Victor Hugo va declarar el 8 de juny del 1876: «Plore una morta, salude una immortal!».

## Algunes obres
- Rose et Blanche (novel·la, 1831)
- Indiana (novel·la, 1832)
- Lélia (novel·la, 1833)
- Mauprat (1837)

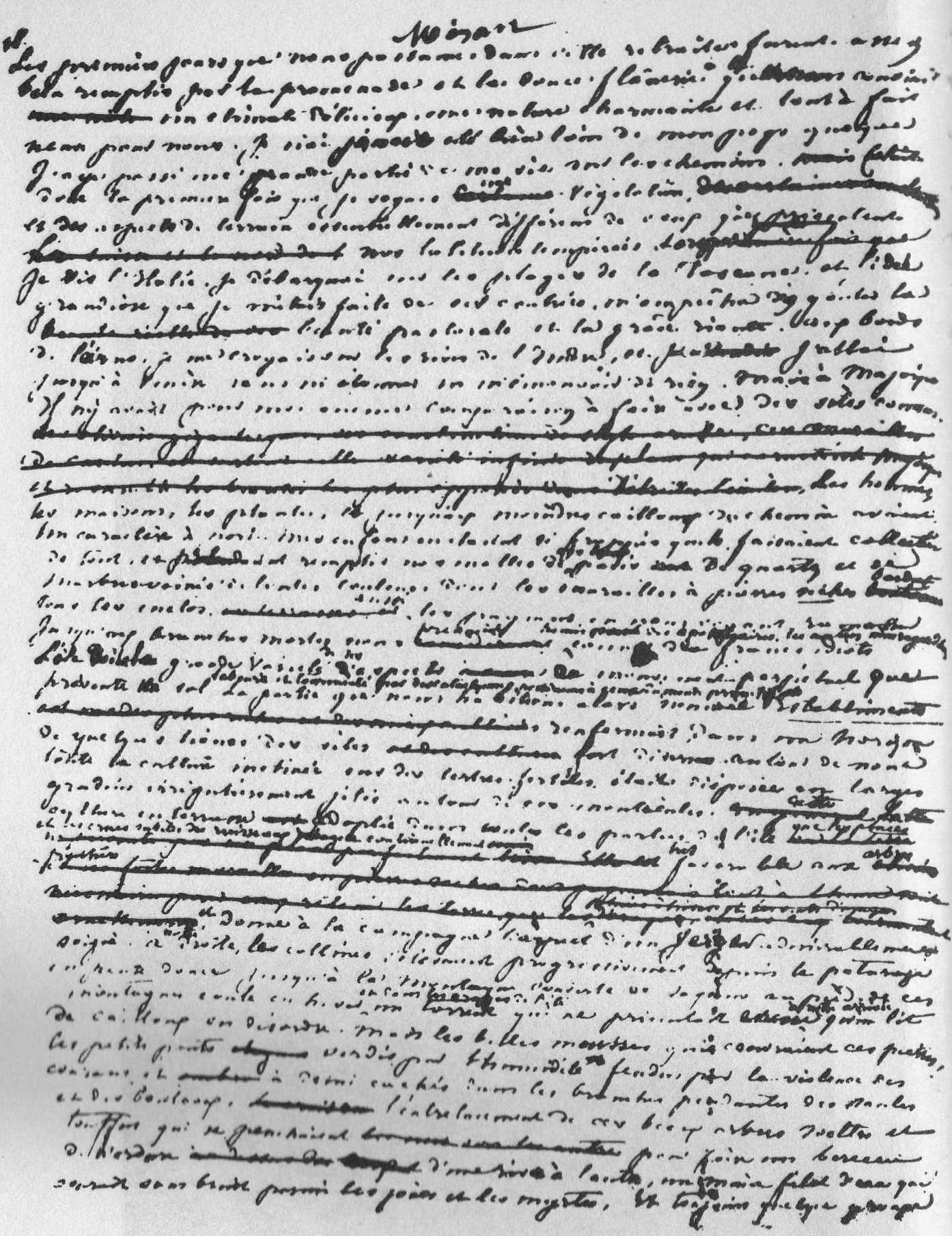
Facsímil d'una pàgina dUn hiver à Majorque (1842)

- Le compagnon du tour de France (novel·la, 1840)
- Horace (1841)
- Consuélo (novel·la, 1842-1843)
- Le Meunier d'Angibault (novel·la, 1845)
- La mare au diable (novel·la, 1846)
- François le Champi (novel·la, 1847)
- La petite Fadette (novel·la, 1849)
- Histoire de ma vie (autobiografia, 1855)
- Un hivern a Mallorca (memòries, 1842)
- Elle et Lui (memories de la seua relació amb Musset, 1859)
- Le marquis de Villemer (1861)
- Cadio, drama estrenat a París el (1865) per l'actor francès Gustave-Hippolyte Roger.
- Le péché de Monsieur Antoine
- Journal intime (1926)

## Ascendència
Aurore Dupin (1804-1876), dita George Sand, era besneta del mariscal de Saxe (1696-1750):
```
Maurice de Saxe (1696-1750)
x (filiació natural) Marie Geneviève Rinteau (1730-1775) dita «Mademoiselle de Verrières»
│
└──> 
Marie-Aurore de Saxe
 (1748-1821)
x 1777 (primer a Londres, després rehabilitació de matrimoni) 
│ 
Charles Louis Dupin de Francueil
 (1716-1780)
│
└──> 
Maurice Dupin
 (1778-1808)
x 1804 Victoire Delaborde (1773-1837)
│
└──> Aurore Dupin (1804-1876) dita 
George Sand
```

## Llegat
George Sand va ser votada en un procés participatiu realitzat al març del 2010 a Palafrugell de dones que mereixen un carrer.